# Cabo Juby
El cabo Juby (en árabe: رأس جوبي‎, Rā's Ŷūbī) es un cabo localizado en el noroeste de la costa atlántica de África frente a las islas Canarias, situado en Tarfaya, en la provincia de Tarfaya, en Marruecos.
En este cabo se encuentra el faro de Cabo Juby. 
- Datos: Q1538846
- Multimedia: Cabo Juby / Q1538846